# Ministerio de Infraestructura y Servicios Públicos
El Ministerio de Infraestructura y Servicios Públicos es el organismo que se encarga de generar políticas necesarias para la planificación, ejecución y control de las obras públicas, del urbanismo y la vivienda en el marco de la provincia de Buenos Aires de la República Argentina. Además, el Ministerio tiene bajo su órbita la prestación de servicios públicos.

## Historia

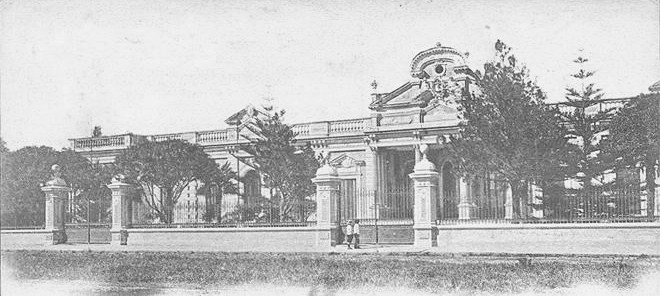
Antiguo Ministerio de Gobierno de la Provincia, donde hoy se encuentra el Ministerio de Infraestructura.

Hasta 1885, solamente existían en la provincia de Buenos Aires dos carteras ministeriales: la de Gobierno y la de Hacienda.
Con la fundación de la ciudad de La Plata, en 1882, como nueva capital bonaerense, se produjo un notorio incremento de las obras públicas que, hasta ese entonces habían sido proyectadas, dirigidas y fiscalizadas técnicamente por el Departamento de Ingenieros y, anteriormente, por el Departamento Topográfico.
Por esa razón, el Poder Ejecutivo dispuso la creación del Ministerio de Obras Públicas propiciando la pertinente ley que fue sancionada el 28 de agosto de 1885 y establecía que "...los negocios administrativos de la provincia, estarán a cargo de tres Ministerios que se denominarán de Gobierno, de Hacienda y de Obras Públicas". Fue su primer ministro el Ing. Pedro Benoit que en el tiempo fue reconocido para nombrar nuevas poblaciones, calles y barrios en la Provincia de Buenos Aires.
Al nuevo Ministerio, por el artículo 9 de dicha Ley Orgánica, se le asignó competencia específica en "...todo lo referente a obras públicas, agricultura, ganadería, colonias y comercio", entendiendo también "... en todo lo referente a la salud pública y enfermedades contagiosas de los animales".
A través del citado ordenamiento legal, se estableció que del nuevo Ministerio dependerían el Departamento de Ingenieros, el Consejo de Higiene (actual Ministerio de Salud), el Museo, la Biblioteca, el Observatorio Astronómico, la Escuela de Santa Catalina y la Escuela de Artes y Oficios.
Las funciones administrativas y técnicas adjudicadas a la nueva área de gobierno guardaban similitud con las que había asignado Rivadavia en 1826 al Departamento Topográfico, no obstante el proceso evolutivo que se había observado en la provincia.
Sin embargo, durante la gestión del gobernador Julio A. Costa, precisamente en los años 1891 y 1892, se suprimieron en las respectivas leyes de Presupuesto las partidas correspondientes al Ministerio de Obras Públicas lo que significaba la virtual disolución del mismo, resolviéndose que hasta tanto se reintegrasen sus dependencias a la órbita de los Ministerios de Gobierno y Hacienda, los asuntos relativos al área de Obras Públicas quedarán a cargo del titular de esta última cartera, ejerciendo las funciones técnicas respectivas el Departamento de Ingenieros que estaba a cargo del Ing. Carlos Maschwitz, sobre la base de las disposiciones orgánicas aprobadas por ley 2381.
La restitución del rango ministerial se produjo también durante la gestión de gobernador Julio A. Costa, perfeccionándose por Decreto fechado el 15 de febrero de 1892 que incluyó la designación del Dr. Pastor Lacasa en el cargo de Ministro de Obras Públicas.

## Actualidad
La Ley de Ministerios Nro.10.132, actualmente vigente, ha modificado la denominación de la cartera solamente en sus aspectos formales, ya que el actual Ministerio de Infraestructura y Servicios Públicas conserva la competencia tradicional y reúne en su composición orgánica a importantes dependencias que atesoran documentos de indudable riqueza histórico-institucional.

## Organigrama
- Subsecretaría de Obras Públicas
- Subsecretaría de Energía
- Subsecretaría de Recursos Hídricos
- Subsecretaría de Planificación de Infraestructura
- Subsecretaria Administrativa Legal y Técnica
- Subsecretaría de Transporte
- Comité de Cuenca del Río Reconquista (COMIREC)
- Comité de Cuenca del Río Lujan (COMILU)
- Aguas Bonaerenses Sociedad Anónima (ABSA)
- Autoridas del Agua (ADA)
- Instituto de la Vivienda de la Provincia de Buenos Aires
- Dirección de Vialidad de la Provincia de Buenos Aires
- Unidad de Coordinación de proyectos de obra